# Hogelandsters
Het Hogelandsters is een variant van de streektaal in de provincie Groningen, het Gronings. Het wordt gesproken op het Hoogeland, dat Hunsingo en een deel van Fivelingo omvat.
Het dialect vormt samen met het Stadjeders, het Westerkwartiers, het Oldambtsters, het Westerwolds, het Kollumerpompsters en het Veenkoloniaals het Gronings, dat op zijn beurt weer onderdeel is van de erkende streektaal Nedersaksisch.

## Kenmerken
Het Hogelandsters kenmerkt zich onder andere door het feit dat vaak geen lidwoord wordt gebruikt, in tegenstelling tot de meeste andere dialecten in Nederland en Duitsland. Ook komen de typisch Groningse tweeklanken "ai" en "ou" vaak voor, bijvoorbeeld in kouk en stain. Binnen het dialect bestaan ook nog weer lokale verschillen.
Soms wordt het Hogelandsters wel het meest karakteristieke Groningse dialect genoemd. Het Stadsgronings wordt soms wel gezien als het "originele Gronings".

## Taalvergelijking
- Hogelandsters: Mien noaber was nait ien hoes dou kat kwam.
- Oldambtsters: Mien noaber was nait in hoes dou katte kwam.
- Westerkwartiers: Mien noaber was niet ien huus doe e kat kwam.
- Stadjeders: Mien noaber was nait in hoes toun de kat kwam.
- Veenkoloniaals: Mien noaber was nait in huus toun de kadde kwam.
- Westerwolds: Min naober waar nich in hoes doe de katte kwaam.
- Oostfries plat: Min noaber was neet in hus as de katte kweem.
- Saterfries: Mien Noaber waar nit in Huus do die Kat koom.
- Fries: Myn buorman wie net yn 'e hûs doe't de kat kaam.
- Drents: Mien naober was niet in hoes toen de kat kwam.
- Nederlands: Mijn buurman was niet thuis toen de kat kwam.
- Duits: Mein Nachbar war nicht zu Hause, als die Katze kam.

Hogelandsters · Noordenvelds · Oldambtsters · Stadsgronings · Veenkoloniaals · Westerkwartiers · Westerwolds